# Neve Gordon

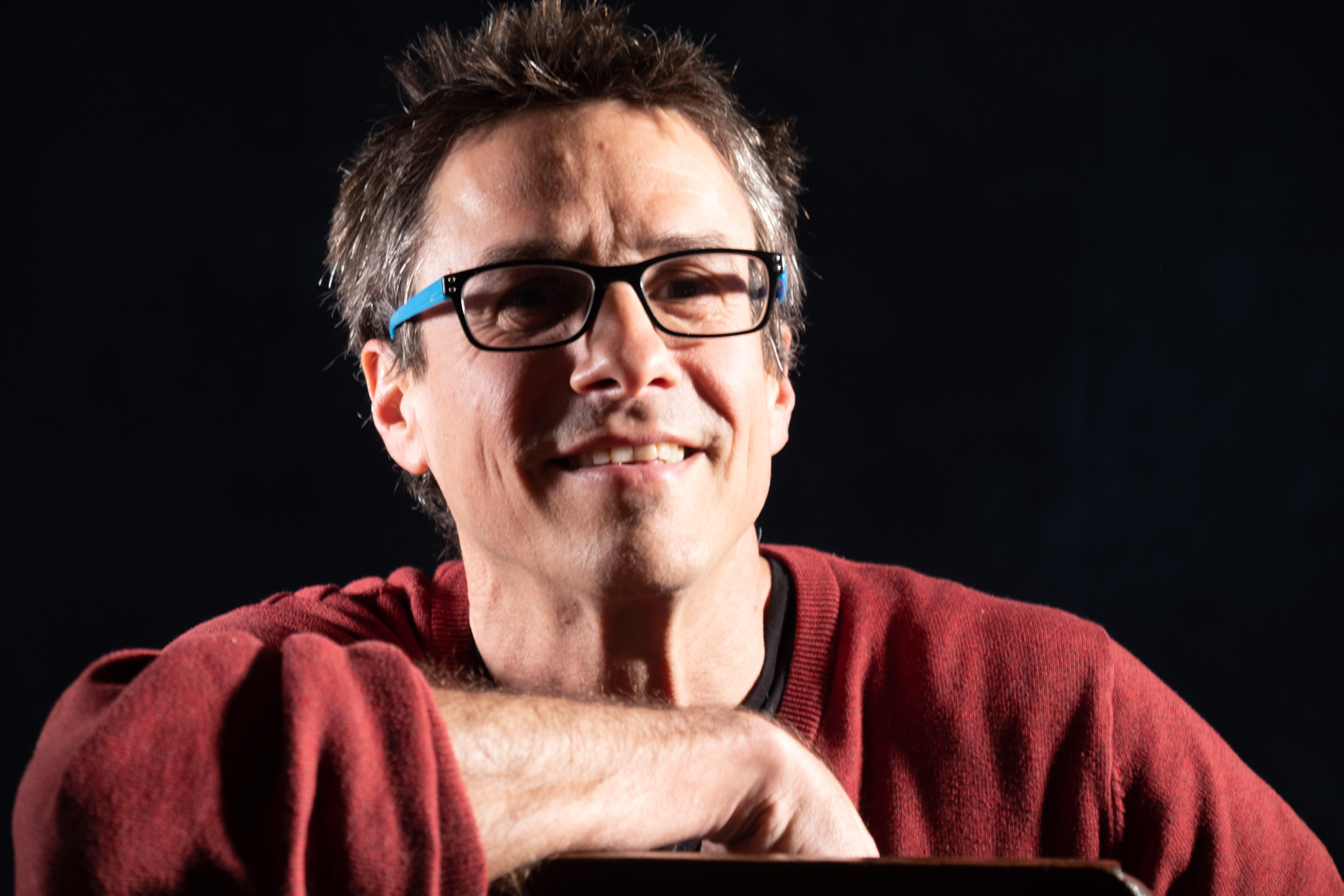
Neve Gordon

Neve Gordon (hebräisch ניב גורדון; geboren 1965) ist ein israelischer Rechtswissenschaftler und politischer Autor.

## Biografie
Gordon wurde während des Militärdienstes verletzt. Während der Ersten Intifada arbeitete er als Direktor der Ärzte für Menschenrechte Israel 
(hebräisch רוֹפְאִים לִזְכֻיּוֹת אָדָם-ישראל Rōfʾīm liSchujjōt Adam - Jisraʾel) und er war ein Aktivist bei Taʿayusch.
Gordon schloss 1999 ein Doktorat an der University of Notre Dame ab und begann seine akademische Karriere an der Ben-Gurion-Universität im Negev, wo er 2008–2010 Fachbereichsvorsitzender war und 2015 eine volle Professur erhielt. Gastprofessuren führten ihn an die University of California, Berkeley, die University of Michigan, die Brown University, das Institute for Advanced Study in Princeton und an die SOAS University of London.
Aufgrund seiner scharfen Kritik an der israelischen Regierung forderte Rivka Carmi, die Rektorin der Ben-Gurion-Universität des Negev, ihn 2009 auf, die Universität zu verlassen; 2012 forderte der Bildungsminister Gideon Sa’ar seine Entlassung.
Gordon und seine Familie erhielten Todesdrohungen und beschlossen, nach London zu ziehen, wo Gordon eine Professur an der Queen Mary University erhielt.

## Werke

### Artikel
Gordon veröffentlichte Artikel u. a. in der LA Times, The Washington Post, The Nation, The Guardian, Ha'aretz, The Jerusalem Post, The Chicago Tribune, im Boston Globe, London Review of Books, bei Al Jazeera und In These Times.

### Monografien (Auswahl)
- Torture, Human Rights, Medical Ethics and the case of Israel, Zed Books, New York, ISBN 1-85649-314-8 (1995; Herausgeber, gemeinsam mit Ruchama Marton).
- From the Margins of Globalization: Critical Perspectives on Human Rights. Lexington Books, Lanham, MD, ISBN 0-7391-0878-6 (2004; Herausgeber).
- Israel’s Occupation. University of California Press, Berkeley CA, ISBN 0-520-25531-3 (2008).
- The Human Right to Dominate with Nicola Perugini, Oxford University Press, ISBN 0199365008 / ISBN 978-0199365005 (2015).
- Human Shields: A History of People in the Line of Fire mit Nicola Perugini, University of California Press, ISBN 9780520301849 (2020).